# Baden-Württembergischer Genossenschaftsverband

Logo bis 2025

Der Baden-Württembergische Genossenschaftsverband e. V. (abgekürzt BWGV) mit juristischem Sitz in Karlsruhe ist ein Prüfungs-, Beratungs- und Bildungsverband sowie Interessenvertreter für genossenschaftliche Unternehmen in Baden-Württemberg in der Rechtsform der eingetragenen Genossenschaft (eG). Den baden-württembergischen Genossenschaften gehören rund 3,8 Millionen Mitglieder an.

## Verbandsstruktur
Dem Verband gehören unter anderem an:
- rund 140 Volksbanken und Raiffeisenbanken[4],
- rund 300 Raiffeisen-Genossenschaften[5]
- rund 320 gewerbliche Genossenschaften[6]

Der juristische Sitz des Baden-Württembergischen Genossenschaftsverbands liegt in Karlsruhe. Des Weiteren gibt es einen Sitz in Stuttgart (GENO-Haus). Präsident des Verbands sowie Vorsitzender des Vorstands ist Ulrich Theileis, Carsten Eisele ist Mitglied des Vorstands.

## Aufgaben
Aufgabenschwerpunkte des Baden-Württembergischen Genossenschaftsverbands sind die vier Säulen Beratung, Bildung, Interessenvertretung und Prüfung der Mitgliedsgenossenschaften in genossenschaftlichen, rechtlichen, steuerrechtlichen und wirtschaftlichen Angelegenheiten.
Der Verband prüft Buchführung, Jahresabschluss und Lagebericht, aber auch die wirtschaftlichen Verhältnisse und die Ordnungsmäßigkeit der Geschäftsführung der Mitglieder. Der BWGV übernimmt die gesetzlichen Prüfungen nach § 53 Genossenschaftsgesetz, Konzernabschlussprüfungen nach § 14 PublG, Prüfungen nach § 340 k HGB und den ergänzenden Vorschriften des KWG und des WpHG und die Erstellung von Gutachten.
Zudem werden die Mitglieder in rechtlichen und wirtschaftlichen Fragen vorwiegend aus den Bereichen Betriebswirtschaft, Rechts- und Steuerfragen, Vertrieb oder Öffentlichkeitsarbeit und Werbung beraten.
Qualifizierungsangebote für Genossenschaftsbanken unterbreitet die GenoAkademie GmbH & Co. KG, eine gemeinsame Gesellschaft des BWGV und des Genossenschaftsverbands – Verband der Regionen unter anderem in Karlsruhe-Rüppurr. Unter dem Schlagwort „hybride Akademie“ wurde das Angebot an hybriden und digitalen Bildungsformaten seit 2020 stark ausgebaut. Das ebenfalls in Karlsruhe-Rüppurr angesiedelte Tagungshotel gehört seit dem 1. April 2022 zu den GenoHotels. Qualifizierungsmaßnahmen für Waren- und Dienstleistungsgenossenschaften bietet der BWGV selbst an.

## Geschichte
Elf württembergische und fünf badische Handwerkerbanken und Vorschussvereine haben am 21. August 1864 in Stuttgart den Verband wirtschaftlicher Genossenschaften in Württemberg und Baden gegründet. Am 11. August 1867 wurde in Konstanz der Verband oberbadischer Kreditgenossenschaften und im gleichen Jahr ein unterbadischer Genossenschaftsverband gegründet. Die Raiffeisen-Genossenschaften und deren Verbände entstanden zu Beginn der 1880er Jahre. Nach rund 90 Jahren getrennter Arbeit verschmolzen die gewerblichen (Hermann Schulze-Delitzsch) und die ländlichen Genossenschaftsverbände (Friedrich Wilhelm Raiffeisen) in Württemberg im Jahr 1970, in Baden im Jahr 1971.
Die Mitglieder des Badischen Genossenschaftsverbands und des Württembergischen Genossenschaftsverbands haben am 23. Oktober 2008 die Verschmelzung der beiden Verbände auf der Grundlage der Jahresabschlüsse zum 31. Dezember 2008 beschlossen. Mit Genehmigung der Jahresabschlüsse durch die letzten Verbandstage der beiden Verbände am 3. März 2009 und der Eintragung ins Vereinsregister am 15. Juli 2009 wurde die Fusion rechtswirksam.
2012 war das Internationale Jahr der Genossenschaften. Im Zuge dessen läuft seitdem das Projekt Schülergenossenschaften, das der Baden-Württembergische Genossenschaftsverband begleitet.
Im Jahr 2014 feierte der BWGV sein 150-jähriges Bestehen. Im Jahr 2015 richtete der Verband unter Schirmherrschaft des baden-württembergischen Ministerpräsidenten, Winfried Kretschmann, das Baden-Württembergische Jahr der Genossenschaften aus, in dem die Vielfalt der baden-württembergischen Genossenschaften präsentiert wird.

## Veranstaltungen
Einmal im Jahr – immer am ersten Samstag im Juli – findet der Genossenschaftstag statt, an dem sich zahlreiche genossenschaftliche Unternehmen und auch der BWGV präsentieren. Im Namen seiner Mitglieder führt der Baden-Württembergische Genossenschaftsverband selbst mehrere Veranstaltungen durch und ist Partner bei diversen Veranstaltungen, um Region und Mitglieder zu unterstützen.